# Segundo Consistório Ordinário Público de 1926
Em 6 de dezembro de 1926, Pio anunciou que criaria dois cardeais em um consistório em 20 de dezembro. Ambos eram italianos, um o bispo de Turim e o outro um núncio papal.

## Cardeais Eleitores
| Nº                 | País               | Nome               | Idade              | Cargo                        | Título ou Diaconia                              |
| Cardeais eleitores | Cardeais eleitores | Cardeais eleitores | Cardeais eleitores | Cardeais eleitores           | Cardeais eleitores                              |
| ------------------ | ------------------ | ------------------ | ------------------ | ---------------------------- | ----------------------------------------------- |
| 1                  | Itália             | Lorenzo Lauri      | 62                 | Núncio Apostólico na Polônia | Cardeal-presbítero de São Pancrácio             |
| 2                  | Itália             | Giuseppe Gamba     | 69                 | Arcebispo de Turim           | Cardeal-presbítero de Santa Maria sobre Minerva |

## Link Externo
- «Catholic Hierarchy» (em inglês)